# Diskret matematik
Diskret matematik är heltalsmatematik, det vill säga matematik som hanterar heltal. Kontinuerliga talserier, det vill säga decimaltal räknas sålunda inte till den diskreta matematiken. Diskret matematik blir därmed en delmängd av kontinuerlig matematik som hanterar både heltal och decimaltal. Diskret matematik kallas ibland finit matematik, vilket är studiet av matematiska strukturer som är fundamentalt diskreta, i betydelsen att de inte stödjer eller kräver begreppet kontinuitet. De flesta, eller alla, objekt i finit matematik är uppräkneliga mängder, som till exempel heltal. Definitionen av diskret matematik bygger ofta mer på vad som inte är diskret matematik än att definiera vad som är diskret matematik.   
Historiskt från upplysningstidens 1600-tal uppfattades naturvetenskapen till sin natur vara kontinuerlig. Under 1900-talet ändrades denna uppfattning och människan började uppfatta att världen kunde förändras stegvis. Anledningen till detta förändrade synsätt var bland annat upptäckten av kvantfysiken. Behovet av och intresset för diskret matematik ökade därmed. Behovet och intresset för diskret matematik har dock hela tiden skett parallellt med intresset för den kontinuerliga matematiken.
Intresset för diskret matematik har accentuerats ytterligare under de senaste decennierna på grund av att dess tillämpningar ökat i betydelse för samhället. Detta särskilt inom datavetenskap och digitalteknik, där den Booleska algebran fått stor betydelse. Koncept och beteckningar från diskret matematik används för att studera eller beskriva objekt eller problem i algoritmer och programspråk.
I motsats, se kontinuum, topologi och matematisk analys.

## Ingående områden
Diskret matematik omfattar vanligen:
- Abstrakt algebra
- Boolesk algebra
- logik – studium i bevisföring
- mängdlära – grupper av objekt
- talteori
- kombinatorik
- grafteori
- algoritmik
- informationsteori
- teori om beräkningsbarhet och komplexitet
- elementär sannolikhetsteori och Markovkedjor
- linjär algebra

## Tillämpningar
- Spelteori
- Köteori
- Grafteori
- Kombinatorisk geometri och topologi
- Linjär programmering
- Kryptografi (inklusive kryptologi och kryptoanalys)
- Beräkningsteori